# پاتریک امرهین
پاتریک امرهین (انگلیسی: Patrick Amrhein؛ زادهٔ ۲۰ اکتبر ۱۹۸۹) بازیکن فوتبال اهل آلمان است.
از باشگاه‌هایی که در آن بازی کرده‌است می‌توان به باشگاه فوتبال آینتراخت برانشوایگ و باشگاه فوتبال کارل زایس ینا اشاره کرد.